# Rivière des Sept Crans
Pour les articles homonymes, voir Cran.
La rivière des Sept Crans est un affluent de la rivière aux Chiens. Elle coule sur la rive nord du fleuve Saint-Laurent, dans le territoire non organisé de Lac-Jacques-Cartier, ainsi que les municipalités de Beaupré et de Château-Richer, dans la municipalité régionale de comté (MRC) de La Côte-de-Beaupré dans la région administrative de la Capitale-Nationale, dans la province de Québec, au Canada.
Cette petite vallée est desservie par le chemin de la D'Auteuil qui passe du côté Est de la rivière. La sylviculture constitue la principale activité économique de cette vallée ; les activités récrétouristiques, en second.
La surface de la rivière des Sept Crans est généralement gelée du début de décembre jusqu'à la fin de mars ; toutefois la circulation sécuritaire sur la glace se fait généralement de la mi-décembre à la mi-mars. Le niveau de l'eau de la rivière varie selon les saisons et les précipitations ; la crue printanière survient en mars ou avril.

## Géographie
La rivière des sept Crans prend sa source à la confluence de deux ruisseaux dans les montagnes à l'arrière de la Côte-de-Beaupré, au nord-ouest du mont Sainte-Anne, dans le territoire non organisé de Lac-Jacques-Cartier. Cette source est située à :
- 3,0 km au sud-ouest de la source de la rivière aux Chiens ;
- 3,0 km au sud-est du cours de la rivière Smith ;
- 2,7 km à l'est de la source de rivière du Sault à la Puce ;
- 7,1 km au nord-ouest de l'embouchure de la rivière des Sept Crans.

À partir de cette source, le cours de la rivière des Sept Crans descend sur 10,2 km, avec une dénivellation de 255 m, selon les segments suivants :
- 3,5 km vers le sud-est, en recueillant cinq ruisseaux (venant de l'ouest), en traversant une série de rapides en fin de segment, jusqu'à la décharge (venant du nord) d'un ruisseau ;
- 2,5 km vers le sud-est en traversant deux séries de rapides, jusqu'à un ruisseau (venant de l'ouest) ;
- 2,1 km vers le sud-est, dans une vallée encaissée, en traversant plusieurs séries de rapides, jusqu'à la confluence de la rivière des Sept Crans (venant du nord-ouest) ;
- 2,1 km vers le sud-est dans une vallée encaissée, en traversant trois zones de rapides, jusqu'à son embouchure[2].

La rivière des Sept Crans se déverse dans un coude de rivière sur la rive ouest de la rivière aux Chiens, dans Beaupré. Cette confluence est située à 5,1 km au nord-ouest de la rive nord-ouest du Fleuve Saint-Laurent et à 6,1 km à l'ouest du centre-ville de Beaupré.
À partir de la confluence de la rivière des Sept Crans, le courant coule sur 8,3 km généralement vers le sud par le cours de la rivière aux Chiens, jusqu'à la rive nord-ouest du fleuve Saint-Laurent.

## Toponymie
L'origine du nom de la rivière se réfère aux sept escarpements (ou rochers) qui marquent le relief des rives de ce cours d'eau.
Le toponyme "Rivière des Sept Crans" a été officialisé le 4 février 1982 à la Banque des noms de lieux de la Commission de toponymie du Québec.